# منزل تيمور خان
منزل تيمور خان (بالفارسية: خانه تیمورخان) هو منزل تاريخي يعود إلى عصر القاجاريون، ويقع في مقاطعة كرمان.